# 岡本英理
岡本 英理（おかもと えり、1980年9月25日 - ）は、日本の写真家。東京都出身。渋谷女子高等学校在学中より写真撮影を始める。写真専門学校卒業後、2002年にデビュー。
正式なクレジット表記は、名前の「英」の草冠は間を開ける「4画くさかんむり」である。

## 受賞歴
- 2002年、第25回キヤノン写真新世紀・優秀賞(荒木経惟 選)・特別賞

## グループ展
- 2005.11 第一回「YAMAMORI展」[モンキーギャラリー]

## スチール

### 映画
- ウルトラミラクルラブストーリー（2009年）
- 代行のススメ（2009年）
- 東京島（2010年）
- BONNIE PINK 15周年企画 リレー式ショートムービー「フラレラ」（2010年）
- KG カラテガール（2011年）
- 落語物語（2011年）
- 指輪をはめたい（2011年）
- 荒川アンダー ザ ブリッジ THE MOVIE（2012年）
- ラブクラフト・ガール（2013年）
- きいろいゾウ（2013年)
- 大人ドロップ（2014年）
- ハイキック・エンジェルス（2014年）
- トワイライト ささらさや（2014年）
- 真夜中の五分前（2014年)
- 探検隊の栄光（2015年）
- にがくてあまい（2016年）
- オー・マイ・ゼット!（2016年）
- 恋妻家宮本（2017年)
- 咲-Saki-（2017年）
- 夜空はいつでも最高密度の青色だ（2017年)
- 咲-Saki- 阿知賀編 episode of side-A（2018年）
- リバーズ・エッジ（2018年)
- 私の人生なのに（2018年)
- ギャングース（2018年)
- 映画 賭ケグルイ（2019年）
- ステップ（2020年）
- 映画 賭ケグルイ 絶体絶命ロシアンルーレット（2021年）

### テレビドラマ
- MM9（2010年）

- 荒川アンダー ザ ブリッジ（2011年）

- ウルトラゾーン（2011年）
- 読村教授の華麗なる特別講義（2013年）

- 変身インタビュアーの憂鬱（2013年）

- REPLAY & DESTROY（2015年）

- となりの関くんとるみちゃんの事象（2015年）
- 咲-Saki-（2016年）
- マジで航海してます。（2017年）
- 咲-Saki- 阿知賀編 episode of side-A（2017年）
- 賭ケグルイ season1（2018年）
- 賭ケグルイ season2（2019年）
- 賭ケグルイ双 season1（2021年）
- ハイポジ～1986年、二度目の青春。～（2022年）

## 出演
- TAKARAZUKA 旅美写美